# ドゥル・シャルキン
ドゥル・シャルキン（Dur-Sharrukin）は、サルゴン2世時代のアッシリアの首都。現在のイラク北部、モースルの北15キロメートルにあるホルサバード（コルサバド/コルサバード、Khorsabad）村にあたる。ドゥル・シャルキンの建設は紀元前8世紀末、アッシリア王サルゴン2世の存命中にのみ行われた。彼が戦死すると神罰を恐れて放棄され、アッシリアの首都は20キロメートル南のニネヴェに遷された。
ドゥル・シャルキン（アッカド語：Dur-Šarru-kīn、アラビア語: دور شروكين）は「サルゴンの要塞」を意味する。

## 歴史

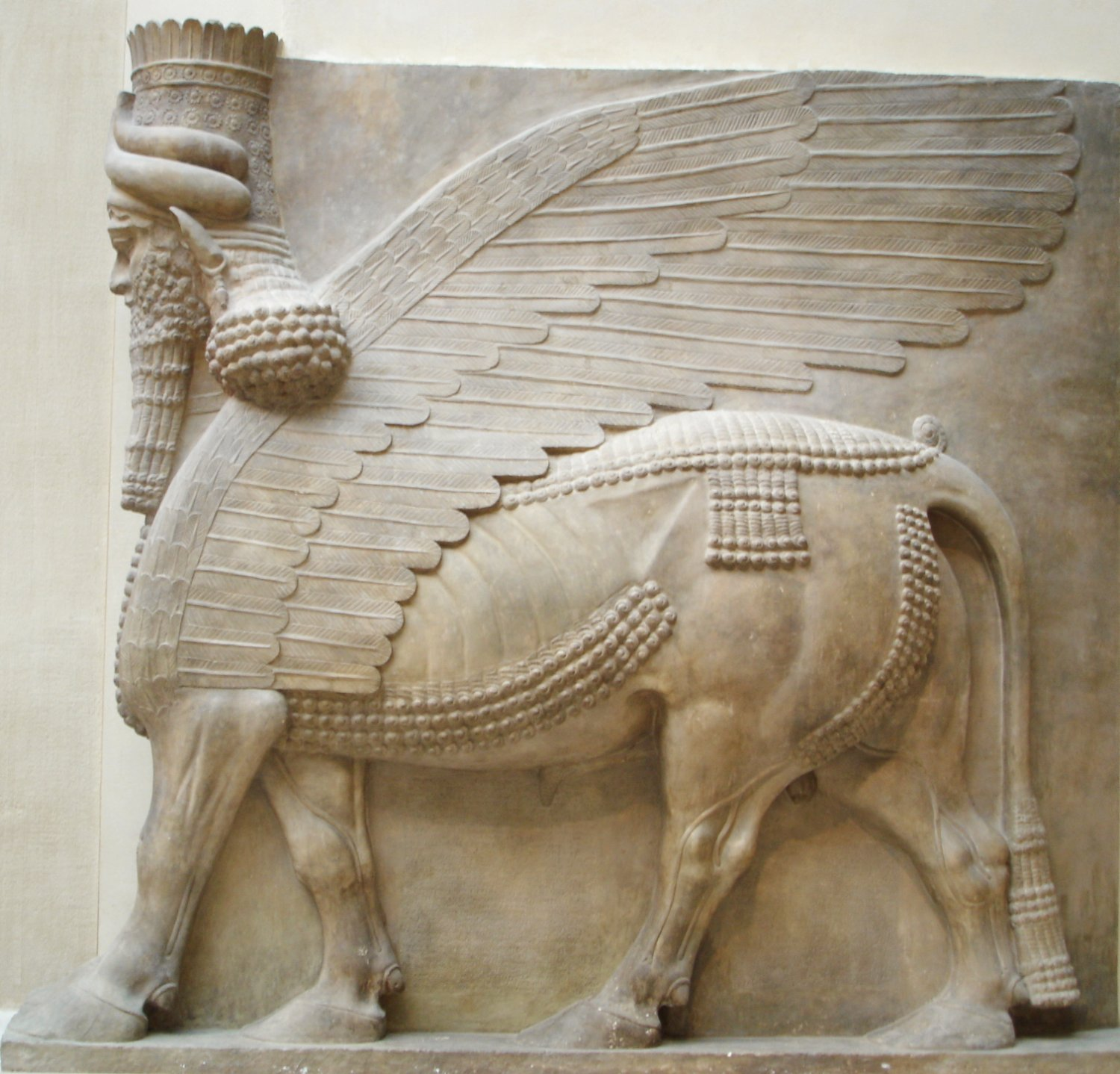
ボッタの発掘で発見されたラマス像。ルーブル美術館収蔵。

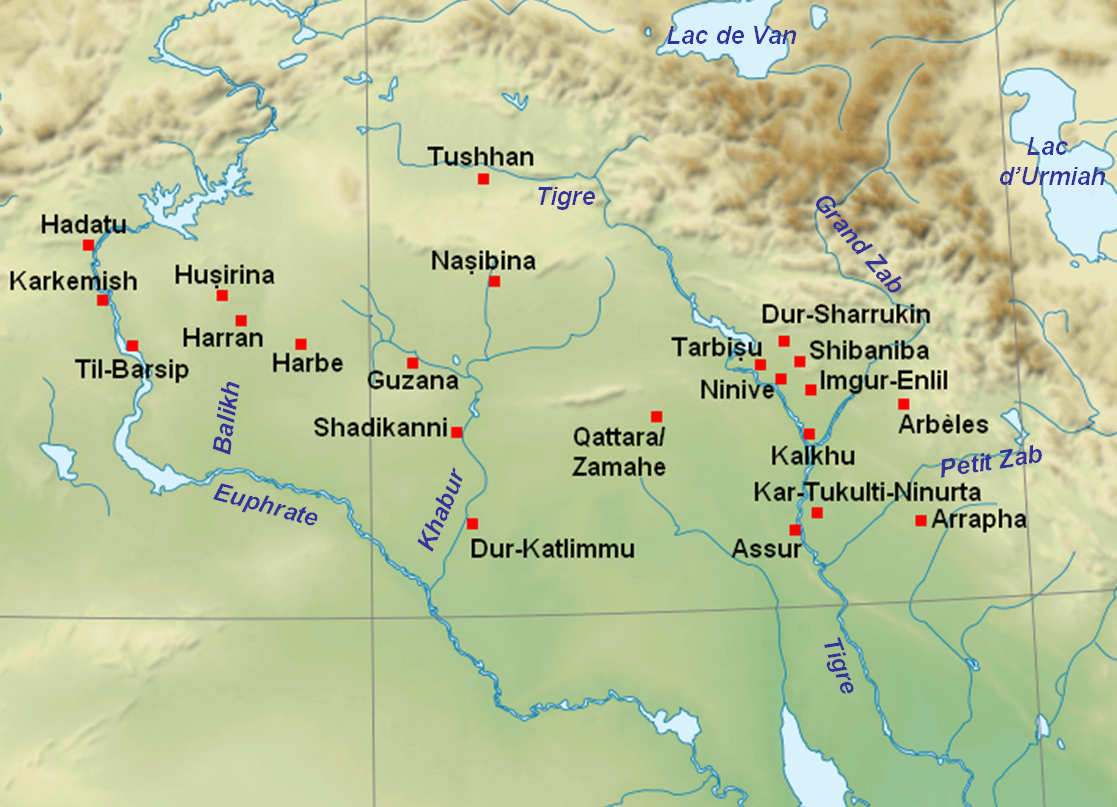
新アッシリア時代のメソポタミア（地名はフランス語表記）。

ドゥル・シャルキンはサルゴン2世（シャルキン2世）によって建設された。サルゴン2世は前722年から前705年まで在位したアッシリアの王である。
前713年の段階で、サルゴン2世は遠征の成功によって財政を強化しており、新たな首都とすることを意図してドゥル・シャルキンの建設に取り掛かった。
他のアッシリア王たちによる遷都の試み（例えばアッシュル・ナツィルパル2世のカルフの改修や、サルゴン2世死後のセンナケリブによるニネヴェへの遷都など）とは異なり、ドゥル・シャルキンは既存の都市を拡張するのではなく、全くの新都市を建設する試みであった。サルゴンが決めたドゥル・シャルキンの建設位置はカルフにきわめて近く、アッシリア帝国の中心地としてふさわしい（とサルゴンが考えた）場所であった。
この計画は壮大な事業であり、サルゴン2世はこの新都市の建設を、自身の最大の業績とすることを意図していた。ドゥル・シャルキンが建設された土地は、それまではすぐそばにあるマガヌッバ（Maganubba）村の村民が所有していた土地であった。ドゥル・シャルキンに設立され発見された碑文では、サルゴン2世は意気揚々とこの土地が最適であると認めると主張しており、マガヌッバの村民に適切な市場価格を支払って土地を取得したことを強調している。
ほぼ3平方キロメートルの計画区域を持つこの都市はアッシリア最大の都市になる予定であり、サルゴン2世は都市の人口を維持するために必要になるであろう膨大な農業用水を確保するため、灌漑プロジェクトを開始した。サルゴン2世はこの建設計画に深く関与しており、カルフの宮廷においてエジプト（クシュ）の使節を饗応している際も、常にそれを監督していた。カルフの総督に宛てた一通の書簡において、サルゴン2世は次のように書いている。
カルフ総督に対する王の言葉。700俵の藁と700束の葦（それぞれロバが運ぶことができるより多くの束）はキスレヴ（Kislev）の月の初めまでにドゥル・シャルキンに到着しなければならない。一日でも遅れたならば其方は死ぬであろう。
ドゥル・シャルキンの計画図はカルフからインスピレーションを得ていたが、この二つの都市計画は同一ではなかった。カルフはアッシュル・ナツィルパル2世によって大規模な再開発が行われたが、それでもなお幾らかは自然に成長した居住地であった。全く対照的に、ドゥル・シャルキンにおいては、建設地周辺の景観は考慮されていない。二つの巨大な基壇（1つは王宮の武器庫の建物、もう一つは宮殿と神殿の建物）、要塞化された市壁、7つの記念碑的な門、これら都市にある全てのものが完全にゼロから建設されている。これらの市門は既存の帝国内の道路網を考慮することなく一定の間隔で置かれていた。
ドゥル・シャルキンのサルゴン2世宮殿は、それまでのアッシリア王が建てた宮殿の中で最大かつ最も装飾豊かな宮殿であった。浮彫が宮殿の壁面を飾り、サルゴン2世の征服の場面、特にウラルトゥ遠征とムサシルの略奪が詳細に描かれていた。彼はドゥル・シャルキンを建造するために必要な木材や資材、そして職人をフェニキアから調達したことが同時代のアッシリアの手紙に記録されている。十分な労働者を確保するため、建設従事者の負債は免除された。ドゥル・シャルキンの周囲は耕作され、アッシリアで供給が十分ではなかった油製品の生産を増大させるためにオリーブの木が植えられた。この都市は前706年に至る10年程の間に建設が進められたが、宮廷が遷った時にはまだ工事は完了していなかった。
だが、サルゴン2世は前705年に戦死してしまった。跡を継いだアッシリア王センナケリブ（サルゴン2世の息子）は父の不意の死の後、ドゥル・シャルキンの建設計画を破棄し、首都を行政府と共に20キロメートル南のニネヴェに遷した。この戦死は、サルゴン2世が過去に犯したいくつかの悪行のために、神々が彼を罰したのだと考えられたからである。しかも、サルゴン2世の遺体を回収することができなかった。メソポタミアの神話では、戦場に倒れ埋葬されなかった者の死後の世界は悲惨であり、永遠に物乞いの如く苦しむ運命にあった。父の運命に対するセンナケリブの反応はサルゴン2世から距離を取ることであった。ドゥル・シャルキンは完成することはなく、1世紀後にアッシリアが滅亡すると共に放棄された。

### ISIL（イスラーム国）による破壊
モースルのクルド人勢力当局者サイイド・マムジーニ（Saeed Mamuzini）によると、2015年3月8日にISIL（イスラーム国）がドゥル・シャルキンの略奪と破壊を開始したと伝えられている。同日、イラク観光考古省（The Iraqi Tourism and Antiquities Ministry）が関連する調査を開始した。

## 都市の詳細

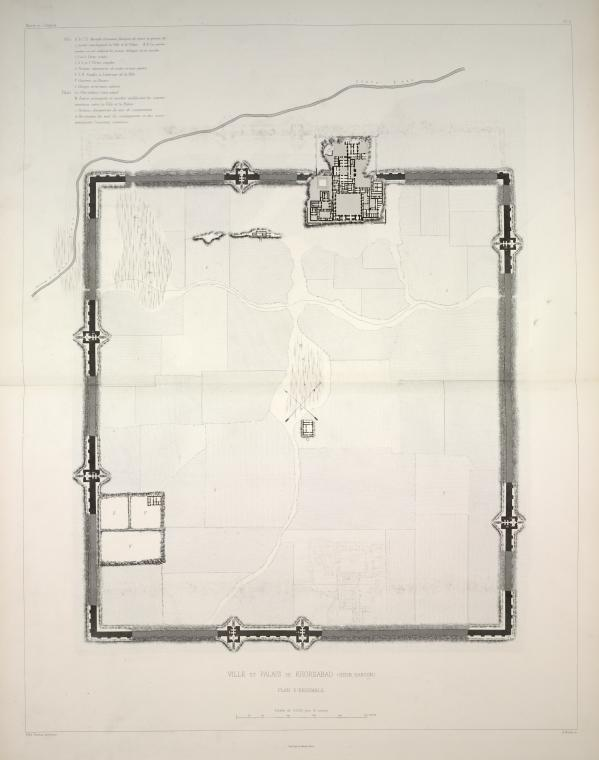
ドゥル・シャルキンの平面図（1867年）

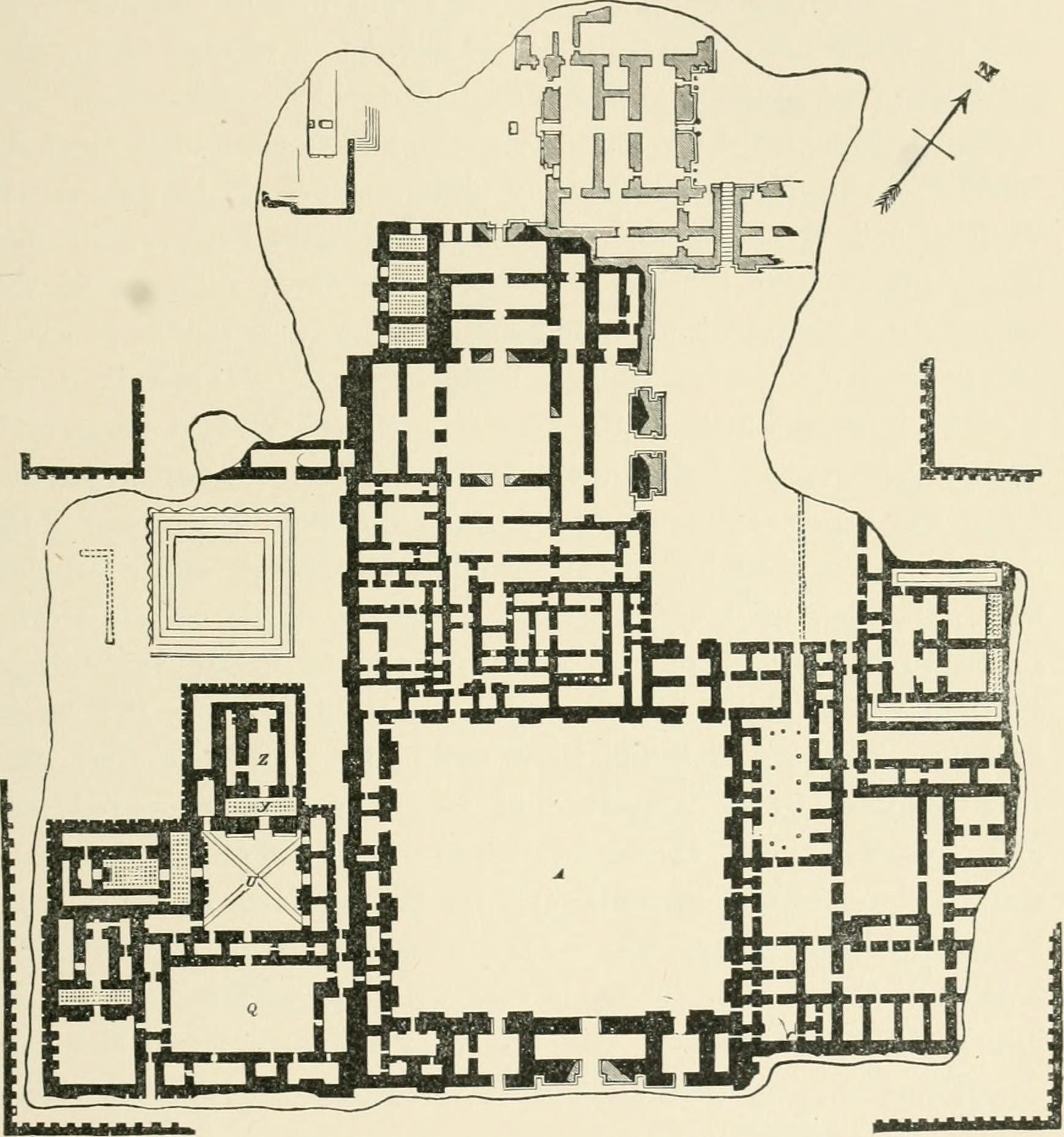
復元されたホルサバードのサルゴン宮殿の平面図（1905年）

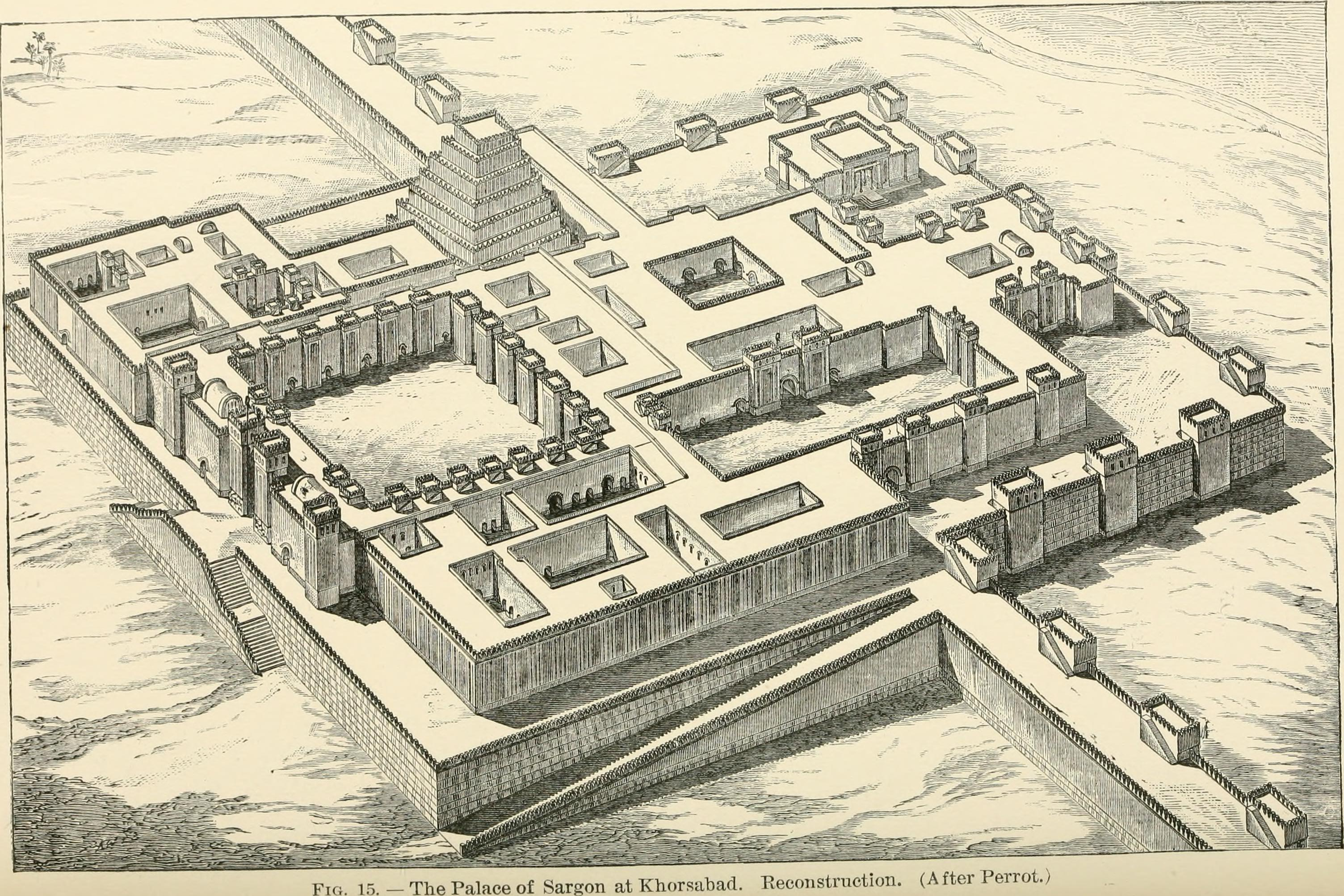
復元されたホルサバードのサルゴン宮殿の鳥観図（1905年）

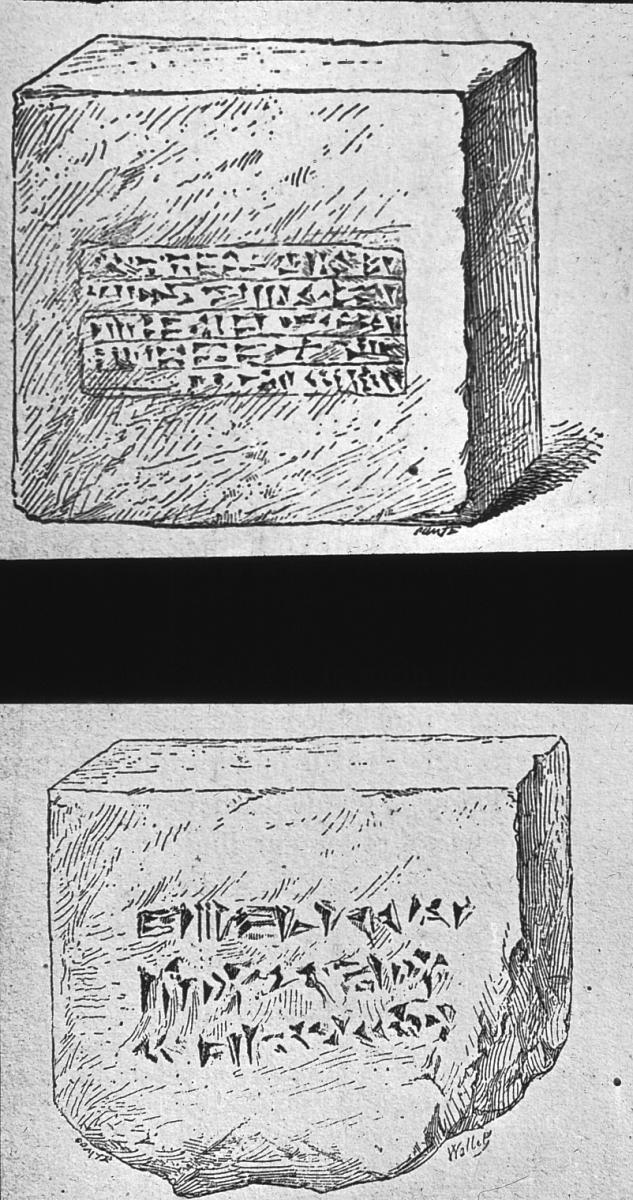
アッシリア、ホルサバードのレンガ。ブルックリン美術館アーカイブ（Goodyear Archival Collection、"Louvre, Paris, France"。バビロニアのものとして採録されている）

ドゥル・シャルキンは1758.6メートル×1635メートルの長方形をしており、城壁内は3平方キロメートル（288ヘクタール）の面積を持つ。市壁の長さはアッシリアの単位で16280であり、サルゴン2世自身が残した記録によれば、これは彼の名前の「数」（the numerical value of his name）と対応していた。巨大な市壁には157の塔が付属し、側面を防御していた。各方向に門があり、ドゥル・シャルキン全体で7つあった。壁で囲われたテラスには神殿群と王宮があり、主な神殿はナブー、シャマシュ、シンといった神々に捧げられていた。また、アダド、ニンガル、そしてニヌルタに捧げられた小規模な社（shrines）があった。またジッグラトと呼ばれる階段状の塔が神殿に建設されていた。宮殿は彫刻と壁面のレリーフで装飾されており、門には最大で40トンに達する人頭有翼雄牛像ラマス（シェドゥ）が並べられていた。少なくとも1基のラマス像が事故のため川で失われたと考えられている。
このドゥル・シャルキンに加えて、王のための狩猟園と「ハッティ の全ての香しき草木と、あらゆる山の果樹」がある庭園が備えられ、ロビン・レイン・フォックスはこの庭園には「権力と征服の記録」があったとした。実際にマルメロ、アーモンド、リンゴ、セイヨウカリンといった数千もの若い果樹の運搬に関わる記録が残されている。
「サルゴンの庭園の中央の運河には列柱を持つ歓楽のパビリオン（pleasure-pavilion）が立ち、周囲の壮大な人工の丘を見上げていた。この丘はアッシリアの王たちを驚嘆させた外国の風景、北シリアのアマヌス（ヌール）山脈をモデルにしており、スギとイトスギが植えられていた。彼らはこの平地の宮殿で、彼らが目にした山のレプリカを建設した」。

## 考古学的調査

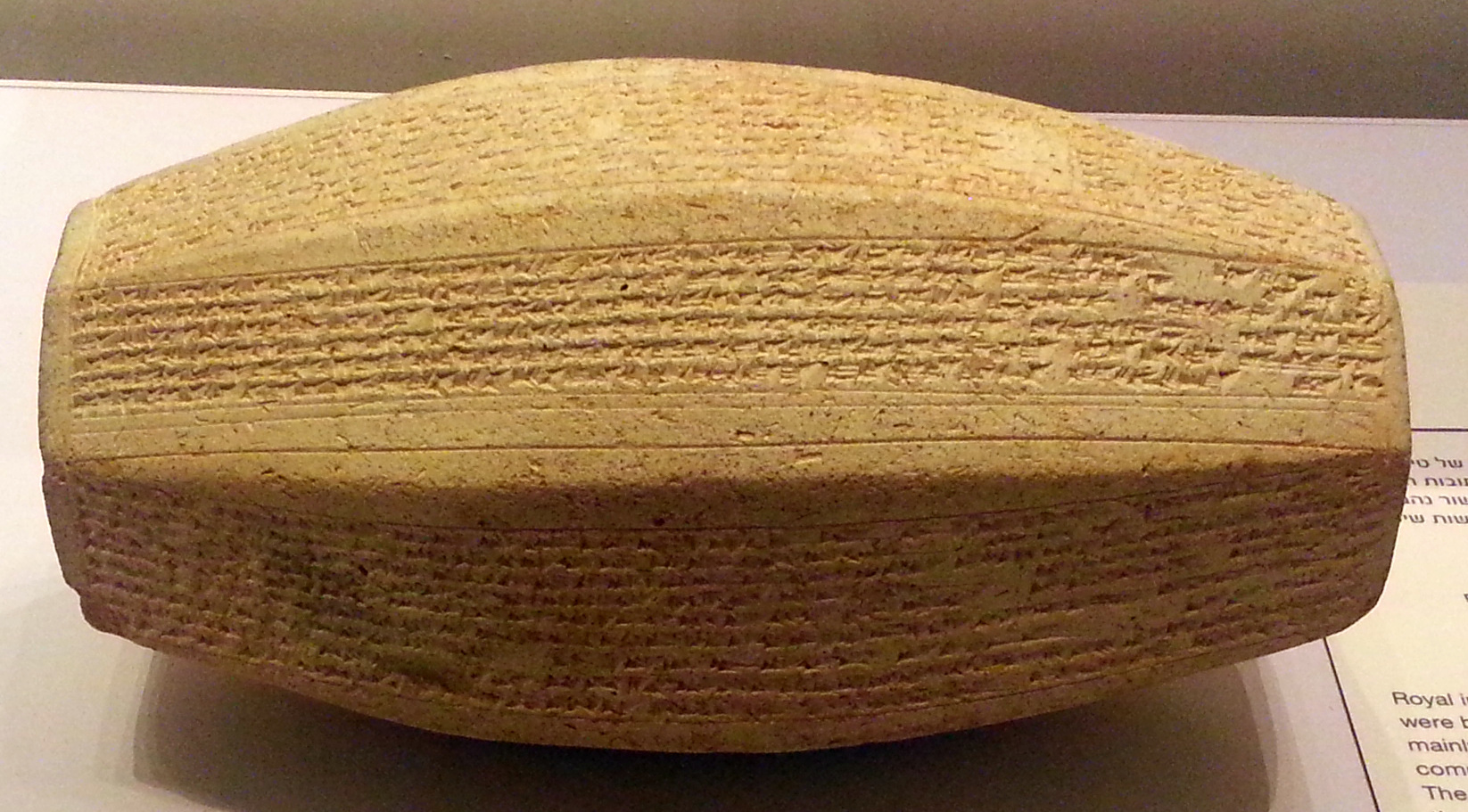
ドゥル・シャルキンの基礎シリンダー

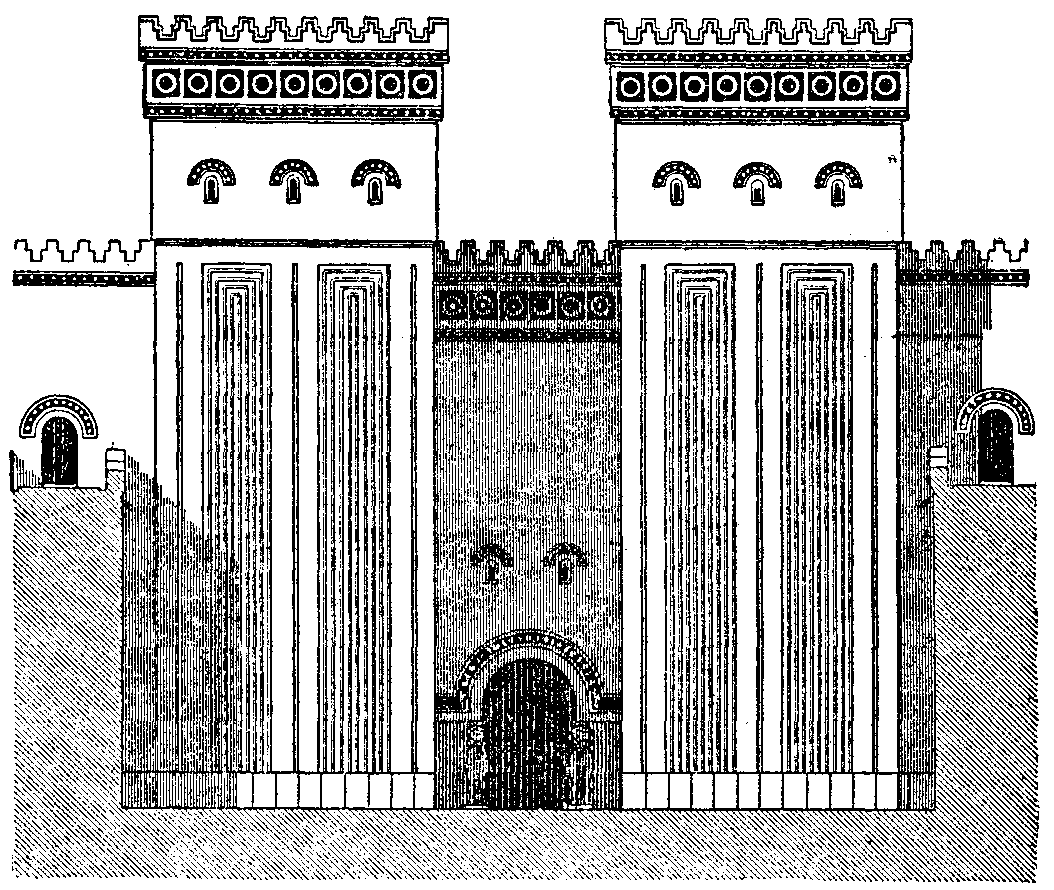
ドゥル・シャルキンの宮殿

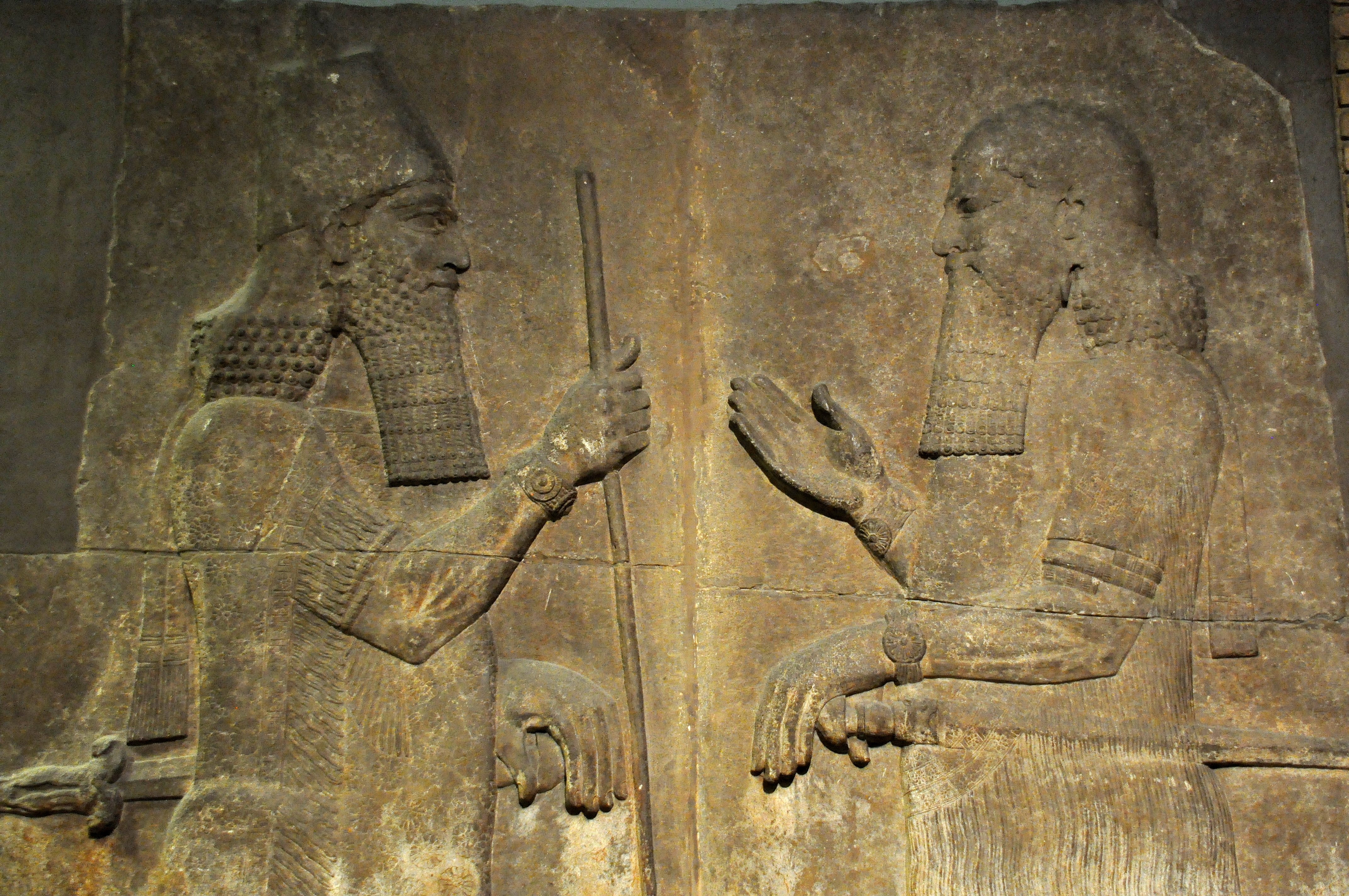
高官（恐らく息子で王太子であるセンナケリブ）に謁見するサルゴン2世（左）前710年-前705年。イラク、ホルサバード出土。大英博物館（ロンドン）収蔵。

ドゥル・シャルキンは、石の基礎の上に建てられた厚さ24メートルの市壁によって区切られたおおむね四角形の都市で、7つの巨大な門がある。北東部にある円丘（mound）はサルゴン2世の宮殿の痕跡である。建設当時にこの地にあった村はマガヌバ（Maganuba）と名付けられた。
ドゥル・シャルキンの遺跡はモースル駐在のフランス総領事ポール＝エミール・ボッタによって初めて言及された。ただしボッタはホルサバードの遺跡は『旧約聖書』にあるニネヴェの遺跡であると考えていた。1842年から1844年にかけてボッタはドゥル・シャルキンの発掘を行い、発掘後半には芸術家のウジェーヌ・フランドンも加わった。フランスの外交官・考古学者のヴィクトル・プレース（Victor Place）がこの発掘を引き継ぎ、1852年から1855年にかけて調査を行った。
フランス人たちがドゥル・シャルキンで発見した重要な多くの資料は次に示す2度にわたる河川でのトラブルによって失われた。1853年、プレースはホルサバードから30トンの彫像2基とその他の資料を大型のボートと4つの筏でパリへ運ぼうとしたが、海賊の襲撃にあって2つの筏を除いて他の全てが沈められた。また、1855年に、プレースとジュール・オッペールは残された発掘品をドゥル・シャルキンおよび、同じくフランス人が発掘を行っていたニムルドなどその他の遺跡から運び出そうとした。だが、200箱以上あった発掘品のほぼ全てが川底に沈んだ。残った発掘品はパリのルーブル美術館に収蔵された。
1928年から1935年にかけて、ホルサバードの遺跡はシカゴ大学東洋研究所に所属するアメリカ人の考古学者たちによって発掘された。第一シーズンはエドワード・シエラの指揮で行われ、宮殿地区が集中的に調査された。この調査で推定40トンの大きさをもつ巨大なラマス像が玉座の間の外側から3つの大きな断片に分かれた状態で見つかった。この断片は胴体部のみで約20トンの重さがあった。これらは極めて困難な準備と搬送作業を経てシカゴの東洋研究所へ船で運ばれた。発掘の残りのシーズンはゴードン・ラウド（Gordon Loud）とハミルトン・ダービー（Hamilton Darby）によって指揮された。この時の調査では市門の1つが調査され、宮殿での調査も継続されるとともに、宮殿の神殿複合体が広範囲に発掘された。ドゥル・シャルキンは特定の時代のみ使用された（single-period）遺跡であり、サルゴン2世の死後に秩序を持って退去が行われたため、個人に関する遺物はほとんど発見されなかった。しかし、ホルサバード遺跡における重要な発掘成果によって、アッシリア美術と建築に光が当てられた。ホルサバード出土の楔形文字刻文は、アッシリア語の解読初期において重要な役割を果たした。
1957年には、イラク考古局から派遣された考古学者たちがフアド・サファー（Fuad Safar）の指揮でドゥル・シャルキンを発掘し、シビッティ（Sibitti）の神殿を発見している。